# Clemente Pagnani
Clemente Pagnani (San Michele di Fabriano, 24 giugno 1834 – Kandy, 27 giugno 1911) è stato un vescovo cattolico italiano.

## Biografia
Missionario silvestrino in Ceylon, alla morte del suo confratello Ilarione Sillani fu eletto vescovo di Efesto in partibus e vicario apostolico di Colombo.
Resosi conto che le risorse dei silvestrini erano ormai inadeguate alle necessità della missione, nel 1833 si trasferì con i suoi confratelli nel neo-eretto vicariato apostolico di Kandy, il cui territorio era stato ricavato da quello del vicariato apostolico di Colombo, passato ai missionari Oblati di Maria Immacolata.
Quando, nel 1886, Kandy fu elevata a sede vescovile residenziale, Pagnani divenne il primo vescovo di quella sede.
Dopo la sua morte, il governo della diocesi passò al suo confratello Beda Beekmeyer, originario di Colombo.

## Genealogia episcopale
La genealogia episcopale è:
- Cardinale Guillaume d'Estouteville, O.S.B. Clun.
- Papa Sisto IV
- Papa Giulio II
- Cardinale Raffaele Riario
- Papa Leone X
- Papa Paolo III
- Cardinale Francesco Pisani
- Cardinale Alfonso Gesualdo
- Papa Clemente VIII
- Cardinale Pietro Aldobrandini
- Cardinale Laudivio Zacchia
- Cardinale Antonio Barberini, O.F.M. Cap.
- Cardinale Marcantonio Franciotti
- Cardinale Giambattista Spada
- Cardinale Carlo Pio di Savoia
- Arcivescovo Giacomo Palafox y Cardona
- Cardinale Luis Manuel Fernández de Portocarrero-Bocanegra y Moscoso-Osorio
- Patriarca Pedro Portocarrero y Guzmán
- Vescovo Silvestre García Escalona
- Vescovo Julián Domínguez y Toledo
- Vescovo Pedro Manuel Dávila Cárdenas
- Arcivescovo Domingo Pantaleón Álvarez de Abreu
- Arcivescovo Manuel José Rubio y Salinas
- Vescovo Manuel de Matos, O.F.M. Disc.
- Vescovo Juan de La Fuente Yepes
- Vescovo Pierre Brigot, M.E.P.
- Vescovo Luigi (Luigi Maria di Gesù) Pianazzi, O.C.D.
- Vescovo Antonio Ramazzini, O.C.D.
- Vescovo Francesco Saverio Pescetto, O.C.D.
- Arcivescovo Luigi di Santa Teresa Martini, O.C.D.
- Vescovo Alexis Canoz, S.I.
- Vescovo Clemente Pagnani, O.S.B. Silv.